# Titularbistum Neocaesarea in Syria
Neocaesarea in Syria (ital.: Neocesarea di Siria) ist ein Titularbistum der römisch-katholischen Kirche. Es geht zurück auf einen früheren Bischofssitz in Neokaisareia in der römischen Provinz Syria Coele bzw. in der Spätantike Syria Euphratensis in Syrien, am westlichen Ufer des Euphrats, das der Kirchenprovinz Hierapolis Bambyke zugeordnet war.
| Titularbischöfe von Neocaesarea in Syria |                                                         |                                                        |                  |                  |
| Nr.                                      | Name                                                    | Amt                                                    | von              | bis              |
| 1                                        | Matteo Eustachio Gonella Titularerzbischof pro hac vice | Apostolischer Nuntius                                  | 20. Mai 1850     | 22. Juni 1866    |
| 2                                        | Maximiano Reynoso y del Corral                          | emeritierter Bischof von Tulancingo (Mexiko)           | 25. Juni 1903    | 19. März 1910    |
| 3                                        | Antonio Tommaso Videmari                                | emeritierter Bischof von Ogliastra (Italien)           | 13. Februar 1925 | 14. März 1951    |
| 4                                        | Marcel-Pierre-Armand Riopel                             | Weihbischof in Rennes, Dol und Saint-Malo (Frankreich) | 23. Oktober 1951 | 24. Oktober 1988 |